# رحیم حسینوف
رحیم علی‌حسین اوغلو حسینوف (ترکی آذربایجانی: Rəhim Əlihüseyn oğlu Hüseynov / Рәһим Әлиһүсејн оғлу Һүсејнов؛ زادهٔ ۵ آوریل ۱۹۳۶ – درگذشتهٔ ۱۲ نوامبر ۲۰۲۳) سیاستمدار، اقتصاددان، و مهندس اهل جمهوری آذربایجان بود. وی سومین کسی می‌باشد که نخست‌وزیر جمهوری آذربایجان شد.
رحیم حسینوف در ۱۲ نوامبر ۲۰۲۳، در سن ۸۷ سالگی درگذشت.